# Dzisiaj (singel)
Dzisiaj – singel polskich piosenkarzy Tribbsa i Kubańczyka. Utwór pochodzi z debiutanckiego albumu studyjnego Tribbsa, MT. Singel został wydany 7 października 2022.
Nagranie otrzymało w Polsce status złotego singla, przekraczając liczbę 25 tysięcy sprzedanych kopii.

## Geneza utworu i historia wydania
Utwór napisali i skomponowali Jakub Flas, Marek Walaszek oraz Mikołaj Trybulec, który również odpowiada za produkcję piosenki.
Singel ukazał się w formacie digital download 7 października 2022 w Polsce za pośrednictwem wytwórni płytowej Unified Songs w dystrybucji Sony Music Entertainment Poland. Piosenka została umieszczona na debiutanckim albumie studyjnym Tribbsa – MT.

## Teledysk
Do utworu powstał teledysk w reżyserii Pawła Grabowskiego, który udostępniono w dniu premiery singla za pośrednictwem serwisu YouTube.

## Lista utworów
- Digital download[2]

1. „Dzisiaj” – 2:29

## Certyfikaty
| Kraj          | Certyfikat  | Sprzedaż |
| ------------- | ----------- | -------- |
| Polska (ZPAV) | złota płyta | 25 000+  |